# Katarzyna Kulwicka
Katarzyna Kulwicka, z d. Kowalska (ur. 21 listopada 1964) – polska koszykarka, mistrzyni i reprezentantka Polski.

## Kariera sportowa
Karierę rozpoczęła w 1980, w II-ligowej Stali Brzeg, w latach 1983-1988 reprezentowała barwy Ślęzy Wrocław, w latach 1988-1993 ponownie w Stali Brzeg, tym razem w ekstraklasie. Ze Ślęzą wywalczyła mistrzostwo Polski w 1987 oraz wicemistrzostwo Polski w 1984, 1985 i 1986.
Z reprezentacją Polski seniorek wystąpiła na mistrzostwach Europy w 1991, zajmując 6. miejsce.